# Leptothorax furunculus
Leptothorax furunculus är en myrart som beskrevs av Wheeler 1909. Leptothorax furunculus ingår i släktet smalmyror, och familjen myror. Inga underarter finns listade i Catalogue of Life.